# 斯穆克萊斯 (阿拉巴馬州)
斯穆克萊斯（英語：Smoke Rise）是一個位於美國阿拉巴馬州布朗特縣的非建制地區和普查規定居民點。根據2010年美國人口普查，斯穆克萊斯的人口數目有4926人。

## 地理
斯穆克萊斯的座標為33°52′27″N 86°49′34″W / 33.874074°N 86.826012°W，而該地最高點為海拔高度314米。